# ISO 3166-2:CD
ISO 3166-2: CD – pozycja dotycząca Demokratycznej Republiki Konga w ISO 3166-2, część normy ISO 3166 opublikowanej przez Międzynarodową Organizację Normalizacyjną (ISO), która określa kody nazw głównych podrejonów (np. prowincje lub stany) wszystkich krajów zakodowanych w ISO 3166-1.
Obecnie dla Demokratycznej Republiki Konga kody ISO 3166-2 są zdefiniowane dla 1 miasta i 25 prowincji. Miasto Kinszasa jest stolicą kraju i ma specjalny status równy prowincjom. Każdy kod składa się z dwóch części oddzielonych łącznikiem. Pierwsza część to CD, kod ISO 3166-1 alfa-2 Demokratycznej Republiki Konga. Druga część to dwie litery.